# Чоколівка
Чо́колівка (рос. Чо́коловка) — історична місцевість Києва на правому березі Дніпра, що нині є частиною Солом'янського району.
Сучасна Чоколівка охоплює територію між Південним залізничним напівкільцем Києва (залізниця Київ — Фастів), аеропортом «Київ», Турецьким містечком та історичною Солом'янкою.
До широких меж Чоколівки належить Першотравневий масив, КНУБА разом із забудовою між вул. Освіти та проспектом Лобановського, а також промзона між вулицями Святослава Хороброго, Медовою та проспектом Повітряних Сил.
Вузькі межі Чоколівки — територія між залізничною колією, частиною Чоколівського бульвару, вулиць Авіаконструктора Антонова, Святослава Хороброго, Федора Ернста, проспекту Повітряних Сил та Міжнародного аеропорту «Київ» імені Ігоря Сікорського.

## Історія
Історія Чоколівки бере початок в останньому десятилітті 19 століття та тісно пов'язана із київським підприємцем та гласним міської думи Миколою Чоколовим.
У 1896 році близько 100 київських робітників та залізничників звернулися до міської думи із проханням виділити їм землі під забудову на пільгових умовах.
Будучи зацікавленим у діяльності та розвитку заводу Гретера і Криваненка, Микола Чоколов лобіював інтереси артілі робітників та спонсорував будівництво селища. Спочатку робітниче селище планували розмістити між Брест-Литовським і Старо-Житомирським шосе (сучасні території поблизу м. Васильків). Однак Микола Чоколов відстоював рішення про виділення землі поблизу із заводом, на Солом'янці, на правах недорогої оренди.
В результаті підприємець доклав власних коштів аби допомогти викупити землю, а також допоміг робітничій артілі в отриманні позики на будівництво. Загальна площа землі придбана робітниками склала 7 десятин на коштувала 26 тисяч рублів, з яких 9 тисяч виділив Микола Чоколов. Територія, надана робіникам для будівництва, була частиною Кадетського гаю, поряд із залізничною магістраллю.
Створення селища Чоколівка почалась у 1897 році, але заселились робітничі родини у затишні садиби поблизу Кадетського корпусу лише у 1901 році, а урочисте відкриття селища було проведено 6 червня 1905 року. З цього моменту місцевість офіційно почала називатися Чоколівкою..
Власне топонім «Чоколівка» уперше з'являється на німецькій карті 1918 року, до цього селища не позначали на картах.
У 1925 році Чоколівка набула статусу селища міського типу. В тому ж році Товариством робітників-залізничників було засновано селища імені Першого Травня, яке сьогодні належить до широких меж Чоколівки.
На схематичному плані міста Києва від 1935 року, складеному архітектурно-планувальною управою Київської Міськради, Чоколівка помітно збільшилася у розмірах — майже вдвічі, поглинувши значну частину Кадетського Гаю. У 1930-ті роки сформувалася сучасна мережа вулиць (близько 30).
У 1920-30-х роках адміністративно-територіальний поділ міста Києва зазнав суттєвих змін, тому у 1938 році Чоколівка разом з іншими селищами поряд увійшла до складу новоутвореного Залізничного району, а згодом у 2001 році — до складу Солом'янського району міста Києва.
Незважаючи на те, що з часом селище зникло, влившись у зростаючий Київ, назва історичної місцевості досі побутує серед киян. Нещодавнє дослідження Центру Урбаністичних Студій виявило широкі та вузькі межі Чоколівки. Спільною для обох є обмеження місцевості із заходу залізничною магістраллю та аеропортом «Київ» з півдня.
До широких меж Чоколівки входить забудова Першотравневого масиву, КНУБА з прилеглими будинками та промислова зона між вул. Святослава Хороброго та проспектом Повітряних Сил.
З північного-сходу (Першотравневий масив) широкі межі Чоколівки обмежуються вулицями Уманською, Карела Чапека та проспектом Повітряних Сил. Зі сходу (КНУБА) з прилеглими будинками — вул. Преображенська, вул. Максима Кривоноса та проспектом Валерія Лобановського. З південного-сходу (промислова зона) — вулицями Святослава Хороброго, Медовою та проспектом Повітряних Сил.

## Населення
Згідно з переписом населення міста Києва у 1919 року в селищі Чоколівка проживало 1273 особи, з них 622 — жінки та 651 — чоловік.
Вікова структура населення Чоколівки була достатньо молодою, частка людей старше 70-ти років становило усього 0.86 % від загальної кількості.
За національним складом переважали росіяни. Наступною за чисельністю групою були українці. Були також нечисельні групи білорусів, чехів, латишів та німців. Варто відзначити, що повнограмотних (з вмінням читати та писати) чоловіків на Чоколівці було на 22.73 % більше ніж жінок.
У 1925 році у місцевій газеті «Пролетарська Правда» було подано оголошення від тутешнього мешканця про те, що 75 % населення на Чоколівці є робітниками, інші ж 25 % — селяни.
Всесоюзний перепис населення 1926 року став останнім, в якому засвідчено заселення Чоколівки як окремої територіальної одиниці. На той момент чисельність населення Чоколівки, зросла усього на 205 жителів у порівнянні з 1919 роком. Загальна кількість жителів у 1926 році становила 1478 осіб, з них 768 — жінки та 712 — чоловіки.
Надалі динаміку заселення Чоколівки можна оцінити лише у загальному контексті районів Києва, до складу яких вона входила: Залізничний район (1938—2001 рр.) та Солом'янський район (2001 р.— нині).

## Архітектура

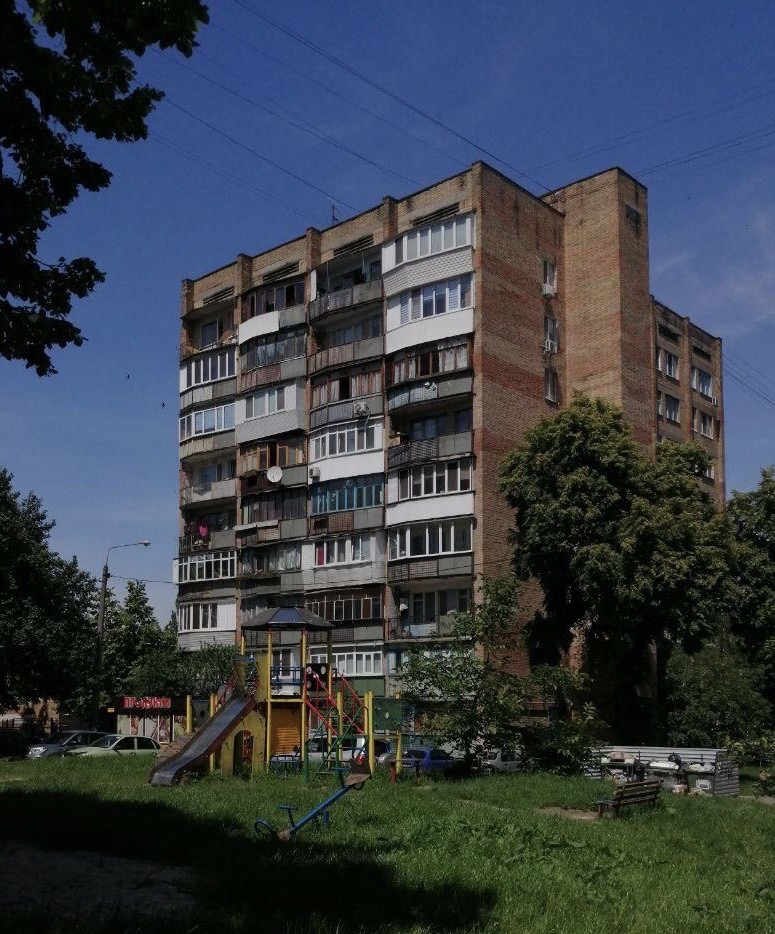
вул. Ушинського, 23 — типовий проєкт 1-318-35/66, 1978 р.

Забудова Чоколівки відбувалася у наступні етапи:
- Кінець 19 — початок 1920-х рр. (історизм, раціональний модерн)
- 1920—1930 рр. (Ранній радянський модернізм)
- 1930—1955 рр. (Архітектура сталінського періоду)
- 1955—1965 рр. (Радянський модернізм/ Перший період індустріального домобудування)
- 1965—1990 рр. (Пізній радянський модернізм/ Другий і третій період індустріального домобудування)
- 1991—2010 (Забудова пострадянської доби)
- 2010-2020-ті рр. (Сучасний період)

У 1905 році на Чоколівці налічувалося 31 одноповерховий будинок садибного типу. Усі вони мали металеву крівлю, столярні вікна та двері. Будинки мали 2-3 кімнати. Подвір'я кожної садиби було просторим та зручним для господарських потреб. Біля кожного будинку був фруктовий сад та висаджений огород. Для загальних потреб було викопано 2 колодязі з питною водою. На момент відкриття були також 2 бакалійні лавки.
Прикладом дореволюційного житлового будинку на Чоколівці може слугувати одноповерховий будинок 1910 року на вулиці Возіанова, 5, освітньої установи — Миколаївське артилерійне училище (Повітрофлотський проспект, 28), споруджене у 1914—1918 рр. за проектом Санкт-Петербурзького академіка архітектури Д. Д. Зайцева. Головний та другий навчальний корпуси, а також казарми та господарські споруди училища було виконано у «цегляному стилі» з використанням стилізованих форм неокласицизму та романо-готичної архітектури.
Набуття статусу селища міського типу позначило старт повільної урбанізації місцевості та визначило траєкторію руху Чоколівки до меж міста Києва. Станом на 1925 рік на Чоколівці було розташовано 470 будинків садибного типу. Такий тип забудови фіксується і надалі, в тому числі напередодні Другої світової війни. Тоді Чоколівка містила 36 вулиць, на яких була сконцентрована малоповерхова забудова садибного типу.
Збережено корпус школи № 69 (вул. Донецька, 25), яка була збудована у 1930-ті рр.

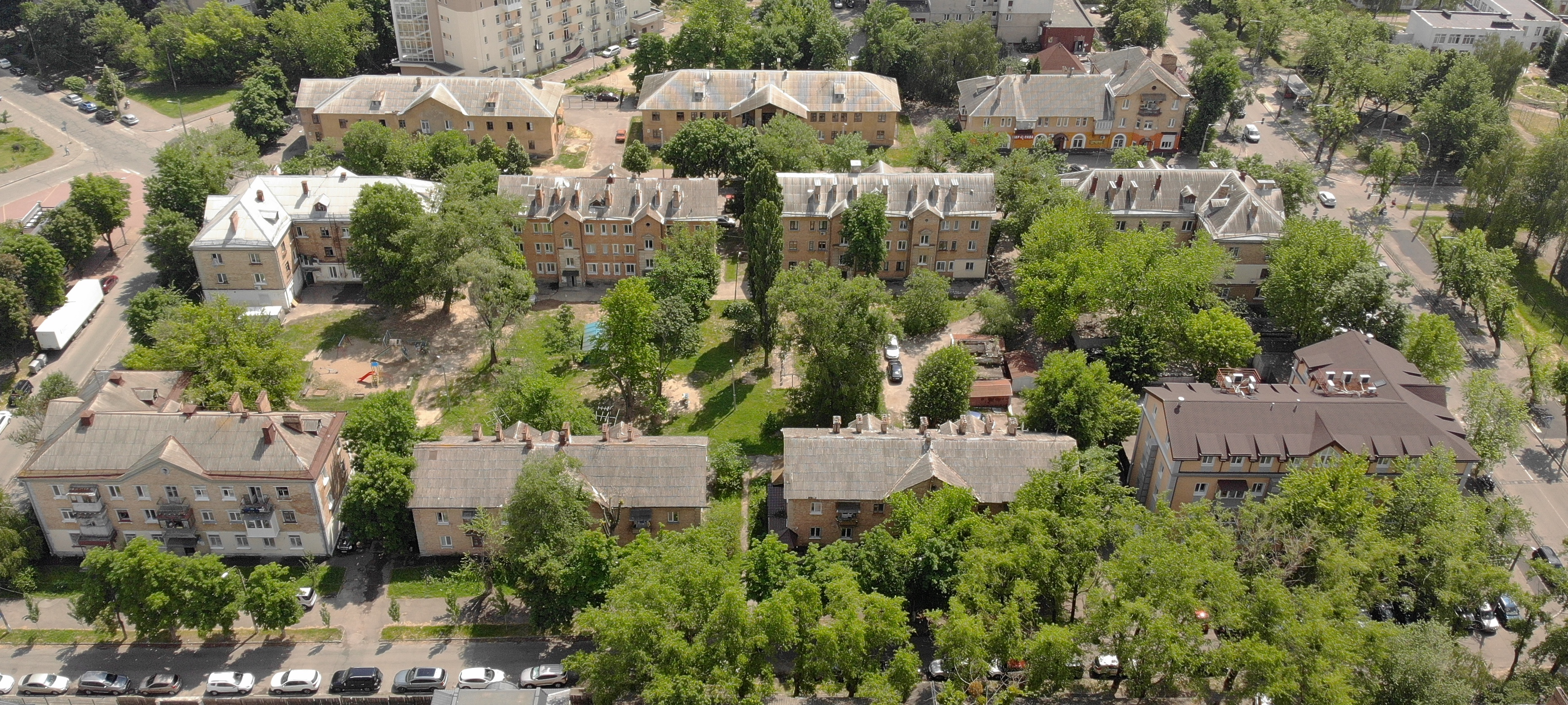
Архітектура сталінського періоду на Чоколівці — селище ГВФ (1950-ті рр.)

Забудова Чоколівці під час Другої світової війни не дуже постраждала.
Наприкінці 1950-х років у містобудівній політиці Радянського Союзу відбувались два паралельних процеси: завершення будівельних проектів часів Сталіна (розм. «сталінки») та початок будівництва серійних п'ятиповерхових будинків. На території колишнього селища Першого Травня було зведено перший житловий масив у Києві — Першотравневий.

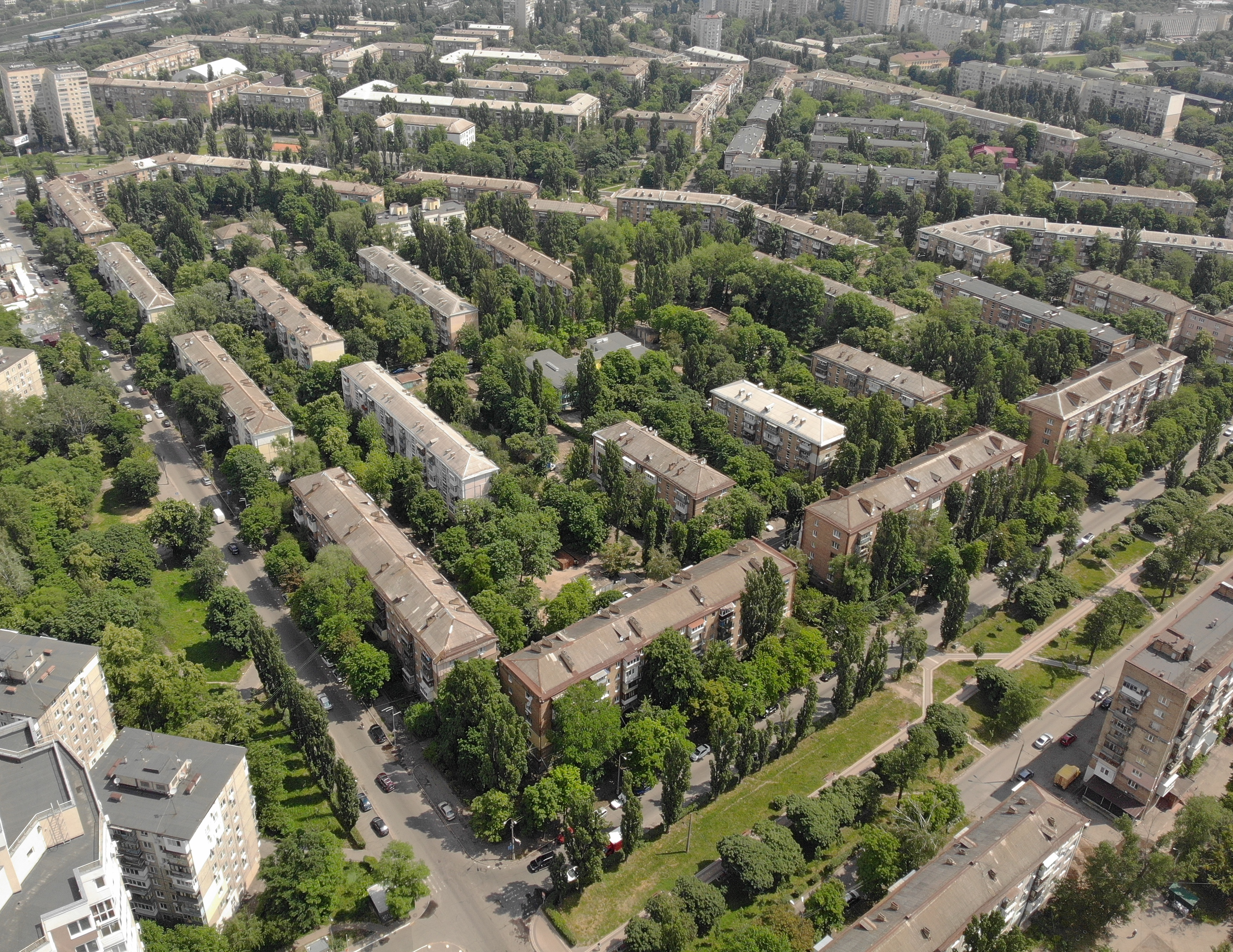
Приклад індустріального домобудування на Чоколівці — «хрущівки» 1955-1960-х рр.

Будинки селища ГВФ (рос. Гражданско-воздушний флот), у яких селились пілоти та обслуговуючий персонал авіації, являють собою тип званих «сталінок» на Чоколівці та зосереджені між вул. Донецькою та Чоколівським бульваром. Такий тип забудови також зустрічається на ділянці між вул. Освіти, вул. Максима Кривоноса та проспектом Лобановського.
Незначна кількість «сталінок» присутня у районі Першотравневого масиву, зокрема на вулиці Авіаконструктора Антонова.
Архітектура 60-х років на Чоколівці є добре збереженою та найкраще представленою в даному мікрорайоні. Однак з огляду на 20-25 років експлуатації — будинки мають не належний технічний стан сьогодні.
У 1968—1969 рр. будівництво «хрущівок» поступово було згорнуто. Натомість відбувся перехід до суцільної забудови в 9-16 поверхів. Для цього у 1970-80-х майже уся забудова Чоколівки першої половини 20 століття було знесена. В багатоквартирних будинках спостерігаються певні відмінності в плануванні залежно від року спорудження. Більшість квартири були обладнані газовими плитами, а інколи ще й газовими колонками для підігріву води. Підлога покрита паркетом або паркетною дошкою. Під'їзд односторонній. Сходові прольоти об'єднані з поверховими майданчиками. Як правило на поверсі 3—4 квартири. Кімнати в 95 % суміжні. Санвузли найчастіше суміщені, а площі квартир в основному невеликі.
До прикладів можна віднести наступні дев'ятиповерхові будинки:
- вул. Сім'ї Ідзиковських, 17[15]
- вул. Степана Васильченка, 12[16]
- вул. Ушинського, 23
- вул. Володимира Сікевича, 16[17]
- вул. Академіка Возіанова, 1[17]

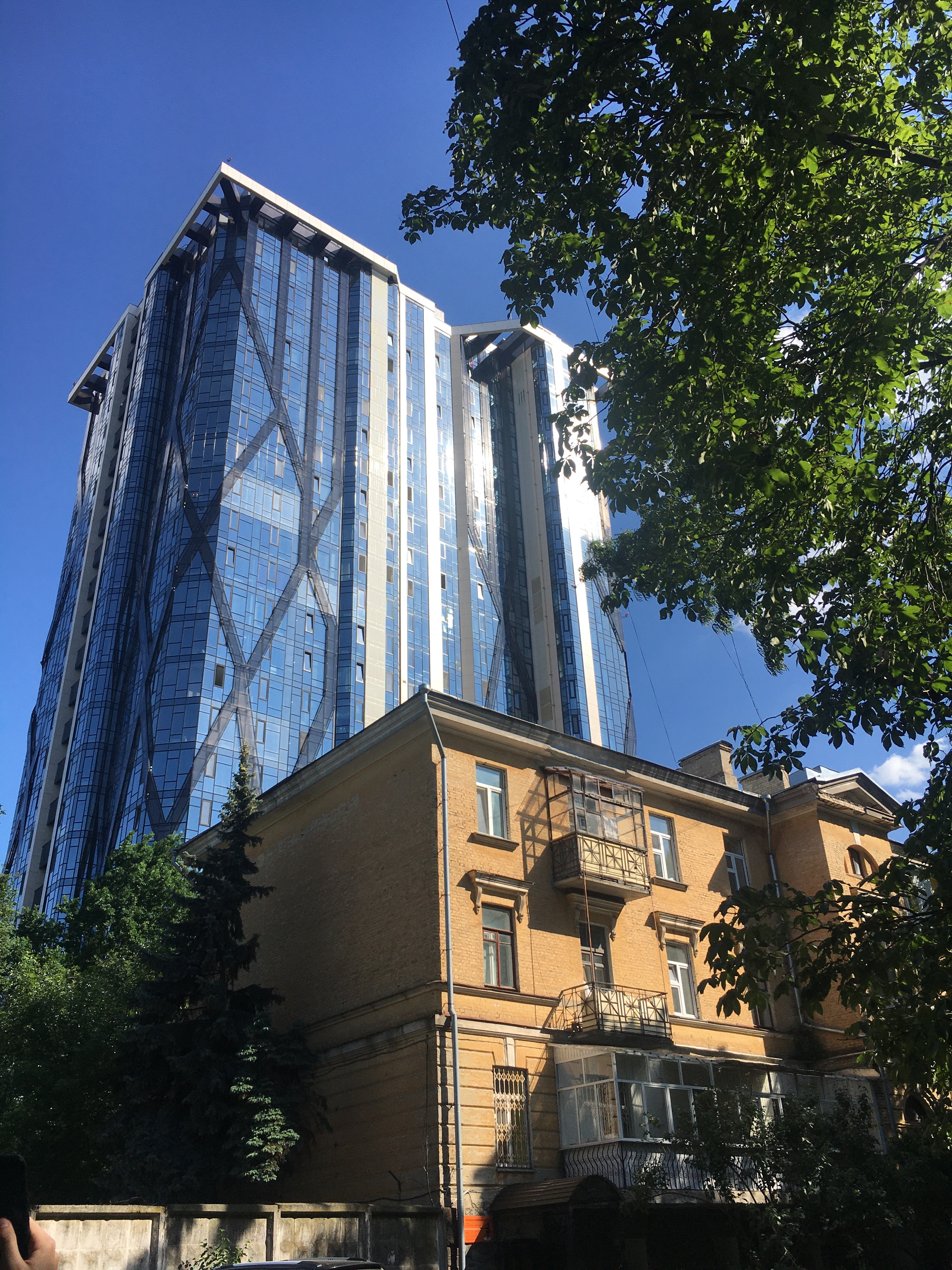
Забудова сучасного періоду на Чоколівці — ЖК Sherwood

У перші роки Незалежності України нових будівель на Чоколівці майже не будували. Лише наприкінці 1990-х дещо активізувалося зведення багатоповерхових житлових будинків.
Протягом 2000-х рр. було споруджено 2 житлових комплекси: OK'Land (Повітрофлотський проспект, 56) та Sherwood (вул. Авіаконструктора Антонова, 4а). Обидва здані в експлуатацію (повністю або частково) у 2010 році. ЖК OK'Land належить до класу комфорт та має три будинки поверховістю — 12, 24 та 26. Загальна кількість квартир — 1703.
На відміну від ЖК OK'Land, Sherwood істотно відрізняється від загальної забудови Чоколівки. Житловий комплекс складається з одного 24-поверхового будинку із закритою територією та належить до бізнес класу: має вищі стелі (3 метри), автономне опалення та невелику кількість квартир — 288.
У 2019 році було частково введено в експлуатацію житловий комплекс на вул. Ушинського 14А — ЖК Karaway Tower. Будівля класу комфорт було зведено на 19-поверхів, а загальна кількість квартир — 120.
У 2023 році введено в експлуатацію перший 16-поверховий будинок комфорт класу у ЖК Sky Avenue за адресою вул. Святослава Хороброго 11-Б.

## Транспорт
Розвиток громадського транспортного сполучення з Чоколівкою бере початок у 1908 році, коли приватним підприємцем Давидом Марголіним було прокладено трамвайну лінію від Тріумфальних воріт (на місці нинішнього Повітрофлотського шляхопроводу) до Кадетського корпусу (нині — будівля Міноборони). Спочатку трамвайна лінія використовувалися виключно для потреб підприєств, розташованих у цьому районі. Однак згодом Кадетський трамвай був викуплений містом (1915 р.), а у 1918 році трамвайну лінію було продовжено до місця, де нині розташована Севастопольська площа.
Через економічні негаразди та поганий технічний стан Кадетську лінію було закрито у 1919 році. Питання про відновлення роботи Кадетської лінії та продовження гілки неодноразово порушувалося у наступні роки, проте врешті-решт усе залишилося на папері. У 1937 році місцеві мешканці навіть зверталися з листом до Йосипа Сталіна з прохання вплинути на діяльність колії та «протягненні гілки трамваю на 1,5-2 версти ближче до Чоколівського селища». Довгий час маршрутом Кадетської лінії рухався трамвай № 8, що сполучав Софіївську площу (згодом був скорочений до університету) з Солом'янкою та був продовжений в глиб Залізничного масиву 1967 року. У 1982 році трамвай № 8 було замінено трамваєм № 5, що курсував від Палацу Спорту.
Фінальну крапку у знищенні трамвайної лінії до Чоколівки, було поставлено у ході транспортної реформи мера Києва О. О. Омельченко у 2001 році. Трамвайне сполучення до Чоколівки було частково замінено нинішніми тролейбусним маршрутом № 3.
Перший тролейбусний маршрут на Чоколівці з'явився у 1952 році й сполучив Хрещатик із Рибкомбінатом за Севастопольською площею. Пізніше цього ж року лінію було продовжено до новозбудованого цивільного аеровокзалу м. Києва і пущено маршрут № 9. У 1960 році новозбудована одностороння тролейбусна лінія покрила по периметру Першотравневий масив, а у 1986 році теж саме відбулося у Чоколівському масиві. Починаючи з 1967 року, тролейбус возив чоколівців до заводу «ПКМЗ» та «Мотозавод».
В 1990-ті тролейбусне сполучення почали розвивати до новобудов Турецього містечка (вул. Кадетський Гай, проспект Лобановського) — це в свою чергу довершило тролейбусну мережу Києва, що завершило покриття правобережної частини Малої Окружної дороги Києва тролейбусною мережею.
З 2011 року залізничні станції Київ-Волинський та Караваєві Дачі належать до лінії міської електрички.
Чинним Генеральним планом розвитку Києва передбачається проведення лінії метрополітену, від Центрального залізничного вокзалу до Міжнародного аеропорту «Київ». Покращення функціонування наземного транспорту та відновлення трамвайного сполучення на Чоколівці не пропонується головним містопланувальним документом столиці.

## Освіта
Першу школу на Чоколівці було відкрито ще до початку НЕП-у. У 1925 році у школі навчалося 170 дітей, а штат складався з 10 вчителів. Сьогодні функціонують такі заклади освіти:
- Центр дитячої та юнацької творчості Солом'янського району (вул. Генерала Воробйова, д. 15)
- Дитяча музична школа № 33 ім. В. Пухальського (вул. Сім'ї Ідзиковських, д. 25)
- Дитяча музична школа № 7 ім. І. Шамо (Чоколівський бульвар, д. 25)
- Київський національний університет будівництва та архітектури (Повітрофлотський проспект, д. 31)
- Загальноосвітня школа № 69 (Донецька вулиця, буд. № 25)

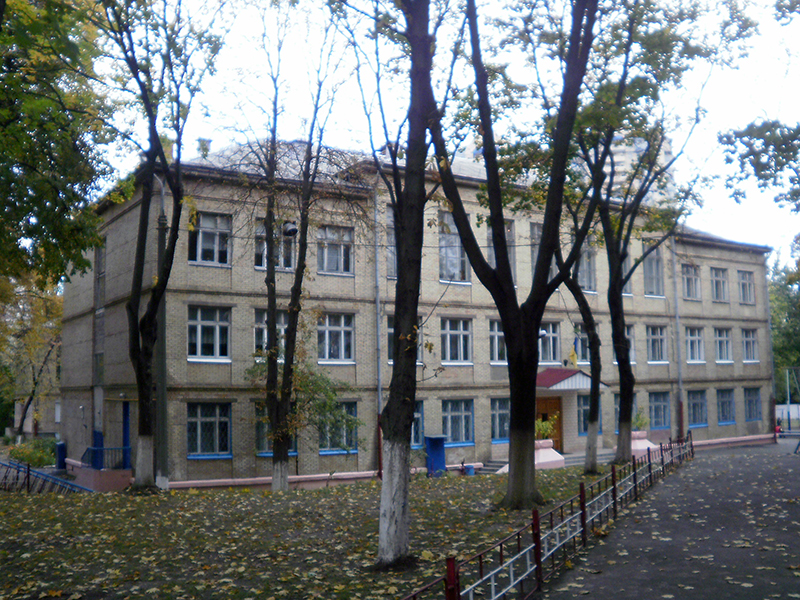
школа № 166, 1960 р., типовий проєкт 2-02-73
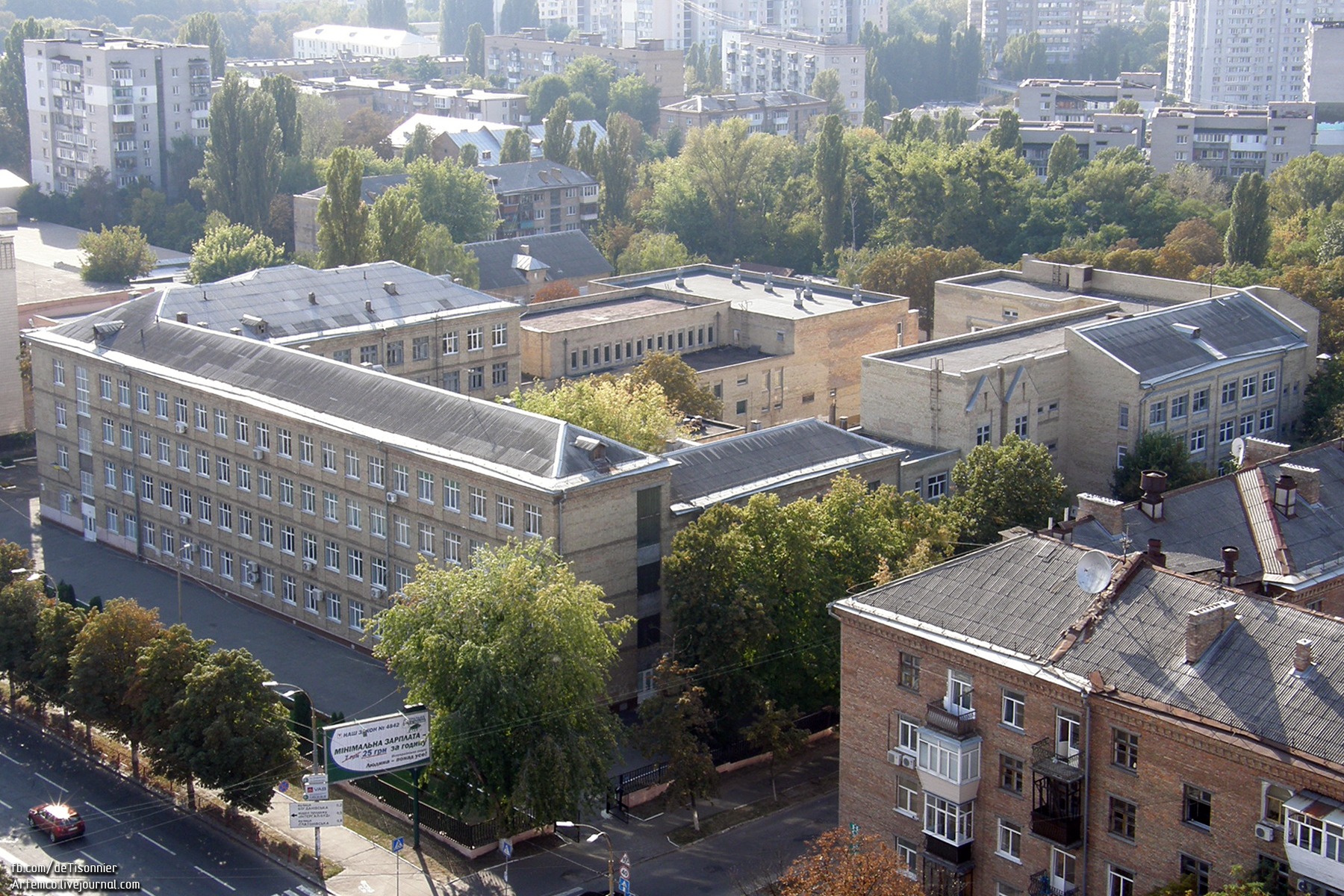
гімназія № 178, типовий проєкт 2-02-73
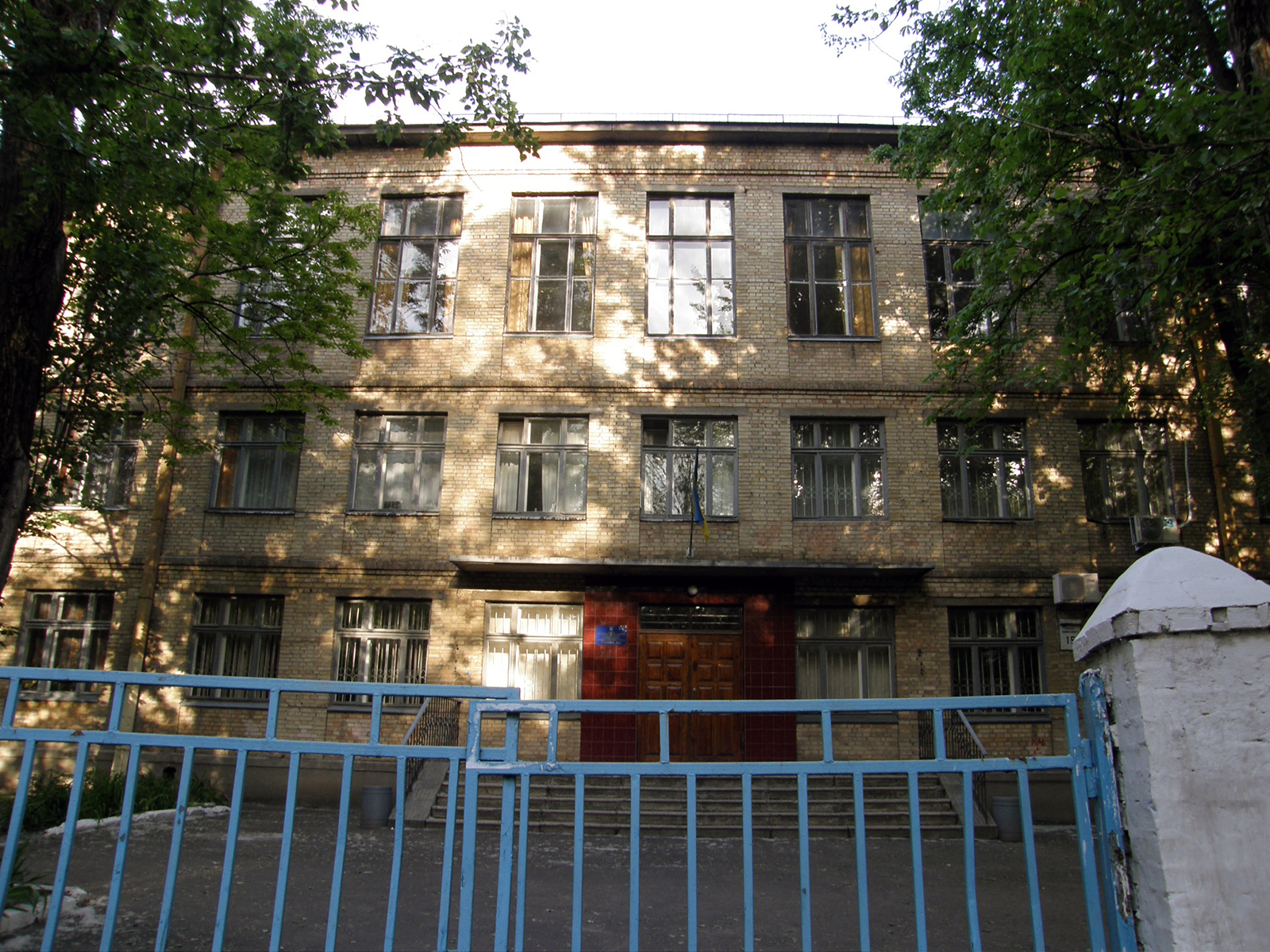
вечірня школа № 3 і навчально-реабілітаційний центр № 17, типовий проєкт 2-02-73

## Визначні місця
- Історичні та пам'ятні місця:

- залишки Кадетського Гаю — ліс між вул. Уманською та залізницею Київ-Фастів)
- Перунів дуб — Вулиця Генерала Генадія Воробйова, між 3 та 5
- Пам'ятник Островський Микола Олексійович (Пам'ятка історії місцевого значення) — Повітрофлотський проспект, 33
- Пам'ятник Костянтину Ушинському — у сквері на перехресті Чоколівського бульвару з Лондонською вулицею
- Пам'ятний знак на честь студентів, викладачів та співробітників будівельного інституту, що загинули в роки Великої Вітчизняної війни 1941-45 рр. — Київ, Повітрофлотський просп. 31 (територія КНУБА)

- Архітектурні об'єкти:

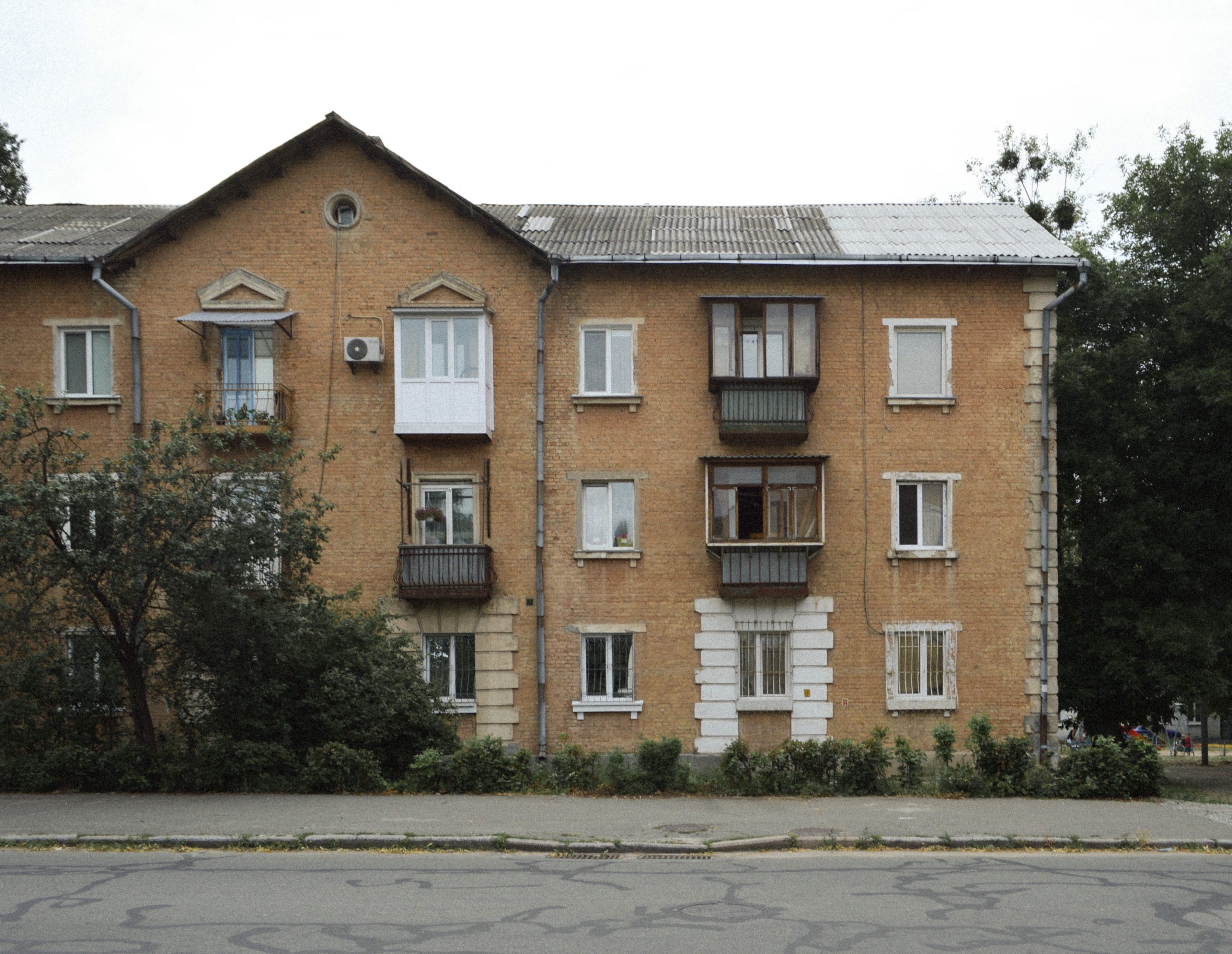
Селище ГВФ (рос. Гражданский воздушный флот) — вул. Донецька, Чоколівка

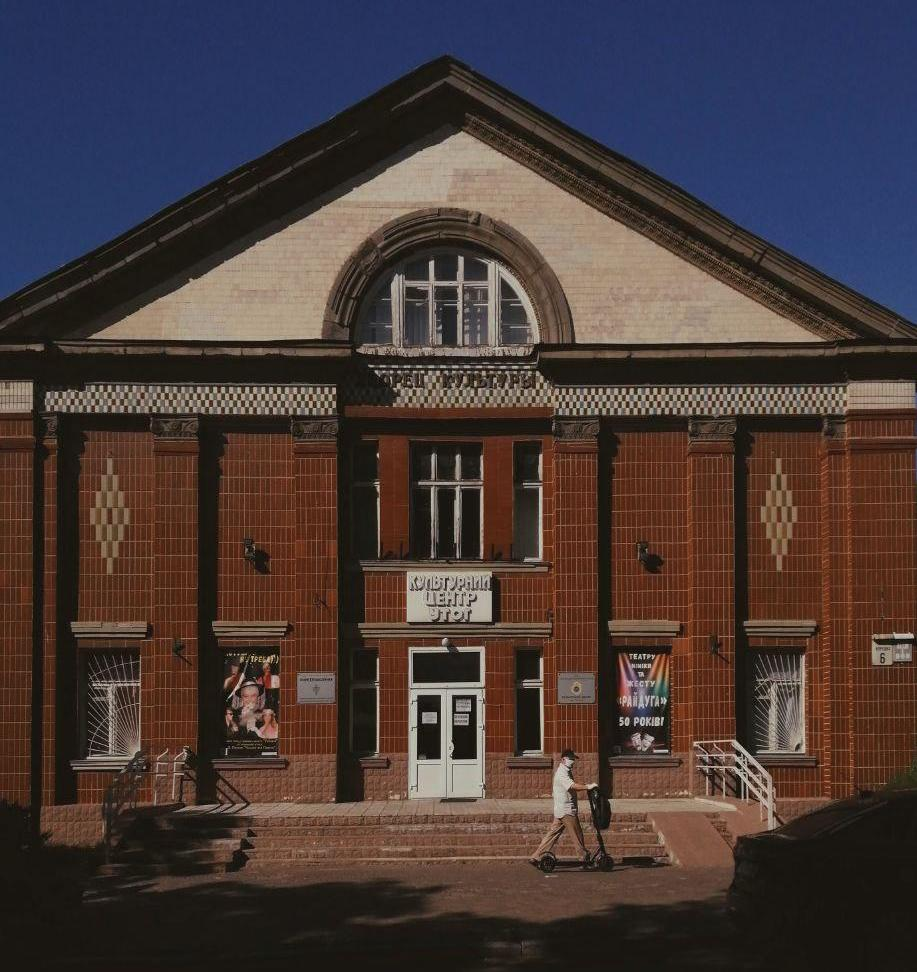
Будинок культурного центру УТОГ — вулиця Генерала Генадія Воробйова, 6

- Комплекс споруд Київського вищого військового авіаційного інженерного училища — вул. Авіаконструктора Антонова, 2/32, Повітрофлотський проспект, 30)
- Селище ГВФ (рос. Гражданский воздушный флот) — між вул. Донецькою та Чоколівським бульваром
- Будинок початку 20 століття по Генерала Генадія Воробйова, 4/1 (Об'єкт культурної спадщини Солом'янського району) — вул. Генерала Генадія Воробйова, 4/1
- Школа № 69, корпус 1930-х років (Об'єкт культурної спадщини Солом'янського району) — вул. Донецька, 25
- Будинок житловий по Генерала Генадія Воробйова, 5 — вул. Генерала Генадія Воробйова, 5
- Житлові будинки для офіцерів—вихователів Миколаївського артилерійського училища — вул. Генерала Генадія Воробйова, 3
- Житловий будинок по Генерала Генадія Воробйова, 1/26 (Пам'ятки архітектури) — вул. Генерала Генадія Воробйова, 1/26
- Меморіальний будинок по Повітрофлотський, 42 (Пам'ятка історії місцевого значення) — артилерійське інженерне училище ім. С. М. Кірова — просп. Повітрофлотський, 42
- Збережений будинок Першотравневого селища — вул. Левка Мацієвича, 5
- Будинок культурного центру УТОГ (Українського товариства глухих) — вул. Генерала Генадія Воробйова, 6

Мурали, мозаїки:

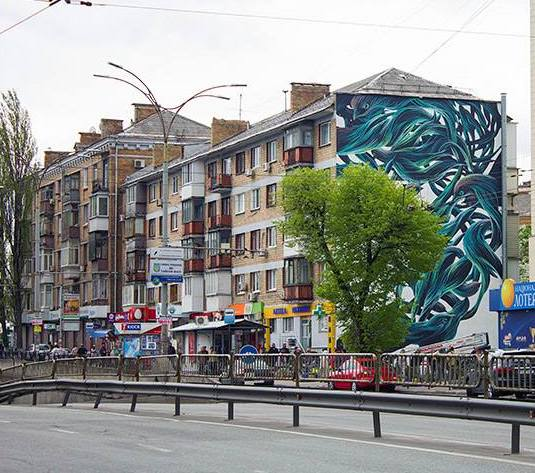
Мурал Антоніо Коррейя — бульвар Чоколівський, 1

- Мозаїка на стіні садка «Яблунька» — вулиця Освіти, 11
- Мурал на стіні Дитячої лікарні № 2 — вулиця Левка Мацієвича, 12
- Мурал португальського художника-мураліста Антоніо Коррейя — бульвар Чоколівський, 1
- Мозаїка на стіні Палацу дитячої та юнацької творчості Солом'янського району — вулиця Генерала Генадія Воробйова, 15
- Мурал — вул. Левка Мацієвича, 2/4
- Паркан з музикальними нотами — сквер імені Шамо

Місця з підвищеною активністю:
- Волинська Оптова база — вул. Волинська, 34/1
- Радіоринок — вул. Ушинського, 4

Зниклі місця:
- Магазин «Учтехприлад» — Площа Космонавтів, вул. Чоколівський бульвар, 19
- Будівля «Універмагу» — вул. Адама Міцкевича, 8
- Гастроном «Першотравневий» — Площа Космонавтів, вул. Чоколівський бульвар, 28
- Будинок Послуг — вул. Лондонська, 5
- Прибудинковий басейн — вул. Уманська, 47
- Кінотеатр «Єреван» — вул. Чоколівський бульвар, 13

## Парки та зелені зони
- парк ім. Мартиросяна — вул. Сергія Берегового
- Спортивний майданчик спеціалізованої школи № 64 — вул. Ушинського, 32
- Парк з Ротондою «Біла Вежа» — вул. Уманська, 14
- Сквер К. Д. Ушинського — вул. Івана Світличного, 1
- Перштравневий парк — вулиця Генерала Генадія Воробйова
- Сквер біля Кінотеатра «Супутник» — вулиця Джохара Дудаєва, 18
- Алея Пам'яті Воїнів АТО на вулиці Янки Купали

## У літературі та мистецтві
Чоколівка згадується в наступних літературних творах:
- Поетична збірка «Csokolivka, csokolj meg!» (1999 р.) — Віктор Могильний. Інша назва твору «Надкушене яблуко» (у перекладі з угорської «Чоколівко, поцілуй мене!»)[22]
- Поетична збірка «Київські контури» (2013), цикл «Чоколівка» — Аттила Могильний
|                                                          | Ми вираховували своє походження з Чоколівки, де не любили чужаків і чужі слова, зокрема такі, як «окупація» |
| — Аттила Могильний, «Київські контури», цикл «Чоколівка» | |[23]

Значна кількість сцен фільму «Прощавайте, голуби» (1960 р.) знімалась на території Чоколівки, у недобудованому на той час Першотравневому масиві — по вулиці Авіаконструктора Антонова, вулиці Уманській та Чоколівському бульварі (в тому числі на Площі Космонавтів).

## Культурне дозвілля
- Освітньо-наукова платформа «Острів»[24] (вул. Волинська, 9/21)
- Кінотеатр «Супутник» (вул. Джохара Дудаєва, 18)
- Камерний театр «Дивний Замок»[25] (вул. Єреванська, 11)
- Кінотеатр «Єреван» (вул. Чоколівський бульвар, 13)

## Персоналії
- Леонід Кравчук — жив у гуртожитку на Чоколівці[26]
- Віталій та Володимир Клички — навчалися у школі № 69 на Чоколівці[27]|  | Я знаю тут кожне дерево і кожен будинок |[28]
- Олег Примогенов |  | Я виріс на Посту Волинському, це — Чоколівка, бандитський район Києва. Надивився на тодішніх авторитетів. Злодії, з одного боку, веселі балагури, з другого — запросто можуть підрізати |[29]
- Олег Блохін — учень школи № 69 на Чоколівці[30]
- Аттила Могильний — родина Могильних мешкала на Возіанова, 10[31] Згадує Чоколівку у своїй поетичній збірці «Київські контури»[23]
- Іван Світличний — мешкав разом із дружиною на Уманській, 35. Частим гостем помешкання Світличних був Василь Симоненко[32]
- Василь Липківський — переселений до Чоколівки, йшов пішки до НКВС на Печерськ, звідки не повернувся[33]
- Гіві Гачечиладзе[en] (композитор, диригент, піаніст) — мешкав на площі Космонавтів[34]
- Юрій Шаповал — проживає на Чоколівці
- Андрій Кокотюха — топос Чоколівки фігурує у його романах. Улюблене місце Кокотюхи на Чоколівці — перетин вулиць Єреванської, Пітерської та Іскрівської.|  | Називаю його «П’ять кутів», бо їх справді п’ять |[35]